# Sveti Kolumba
Sveti Kolumba (irski: Colm Cille; Gartan, 7. prosinca 521. – Iona, 9. lipnja 597.), katolički svećenik i misionar, jedan od tri sveca zaštitnika Irske.

## Životopis
Rodio se u mjestu Gartan, okrug Donegal, Irska. Zaređen je za svećenika, a sukobio se sa Sv. Finnianom oko primjerka knjige psalama koju je htio zadržati. U bitci je poginulo mnogo ljudi, pa je Kolumba odlučio otići iz Irske u Škotsku i na kršćanstvo pokušati preobratiti onoliko ljudi koliko je poginulo u toj bitci. Oko 590. godine zajedno sa Svetim Galom odlazi na misionarski rad u Franačku. 
Pristao je na obalu Škotske, ali kako je još vidio Irsku, otišao je sjevernije do otočja Hebridi gdje mu je dana zemlja, pa je sagradio samostan i posvetio se evangelizaciji. Preobratio je i poganskog kralja. Imidž sveca mu je pomogao u diplomatskim odnosima s plemenima. U mjestu Iona je sagradio crkvu koja će postati mjesto hodočašća poslije njegove smrti. Navodno je sam prepisao za života oko 300 knjiga. Zaštitnik je pjesnika, protiv poplava, knjigovezaca, i drugih stvari. Spomendan mu je 9. lipnja kada je umro.
Prema lokalnom folkloru, on je kriv zašto se Nessie tako rijetko pojavljuje. Kada je jednom hodao Škotskom, nakon posjeta poganskom kralju, vidio je skupinu Pikta koji su pokapali mrtvaca. U rijeci Ness, plivao je jedan Pikt. Nessie se razljutila i pokušala mu nauditi. Kolumba je podigao ruku, napravio znak križa, zazvao ime Božje, i rekao joj: "Dalje nećeš ići." Ona se prepala i pobjegla. Bez obzira je li ova priča istinita ili ne, Pikti su počeli slaviti Kolumbinog Boga.